# Dolný Chotár
Dolný Chotár (maďarsky Alsóhatár) je obec na západním Slovensku patřící do okresu Galanta, části Trnavského kraje. Obec se nachází ve slovenské Podunajské nížině na řece Stará Čierna voda; území obce pokrývá poslední kilometry toku řeky před jejím ústím do Malého Dunaje.

## Historie
Obec Dolný Chotár je poměrně nová, protože vznikla až v roce 1960 odštěpením od Dolných Salib a s tímto místem historicky souvisí. V roce 1984 byla obec začleněna do obce Kráľov Brod, ale od roku 1991 je opět samostatná. Podle sčítání lidu z roku 2011 žilo v Dolném Chotáru 403 obyvatel, z toho 185 Maďarů a 137 Slováků. 81 obyvatel nepodalo žádné informace.